# Torneo Competencia 1936
El Torneo Competencia 1936 fue la segunda edición del torneo. Compitieron los diez equipos de Primera División y el campeón fue Peñarol. 
La forma de disputa fue de dos grupos de cinco equipos a una rueda todos contra todos. Los dos mejores de cada grupo clasificaban a la fase final, la cual se definió de forma eliminatoria.

## Primera fase

### Grupo A
| Equipo      | Puntos | PJ | PG | PE | PP | GF | GC | Dif. |
| ----------- | ------ | -- | -- | -- | -- | -- | -- | ---- |
| Peñarol     | 8      | 4  | 4  | 0  | 0  | 11 | 6  | +5   |
| Sud América | 6      | 4  | 3  | 0  | 1  | 9  | 4  | +5   |
| Central     | 4      | 4  | 2  | 0  | 2  | 8  | 6  | +2   |
| Bella Vista | 2      | 4  | 1  | 0  | 3  | 7  | 14 | -7   |
| Racing      | 0      | 4  | 0  | 0  | 4  | 4  | 9  | -5   |

### Resultados
| Sud América | 2–1 | Central |
| Peñarol     | 2–1 | Racing  |

| Peñarol | 5–3 | Bella Vista |
| Central | 2–1 | Racing      |

| Peñarol     | 3–2 | Central     |
| Sud América | 5–1 | Bella Vista |

| Central     | 3–0 | Bella Vista |
| Sud América | 2–1 | Racing      |

| Peñarol     | 1–0 | Sud América |
| Bella Vista | 3–1 | Racing      |

### Grupo B
| Equipo               | Puntos | PJ | PG | PE | PP | GF | GC | Dif. |
| -------------------- | ------ | -- | -- | -- | -- | -- | -- | ---- |
| Nacional             | 6      | 4  | 3  | 0  | 1  | 11 | 5  | +6   |
| Montevideo Wanderers | 6      | 4  | 3  | 0  | 1  | 8  | 5  | +3   |
| Rampla Juniors       | 6      | 4  | 3  | 0  | 1  | 7  | 3  | +4   |
| River Plate          | 2      | 4  | 1  | 0  | 3  | 7  | 14 | -7   |
| Defensor             | 0      | 4  | 0  | 0  | 4  | 4  | 10 | -6   |

### Resultados
| Montevideo Wanderers | 3–1 | Defensor    |
| Rampla Juniors       | 4–1 | River Plate |

| Nacional       | 6–2 | River Plate |
| Rampla Juniors | 2–0 | Defensor    |

| Nacional    | 3–1 | Montevideo Wanderers |
| River Plate | 3–2 | Defensor             |

| Nacional             | 2–1 | Defensor       |
| Montevideo Wanderers | 2–0 | Rampla Juniors |

| Rampla Juniors       | 1–0 | Nacional    |
| Montevideo Wanderers | 2–1 | River Plate |

| Nacional | 3–0 | Rampla Juniors |

## Fase final
| Sud América | 2–1 | Nacional             | Centenario |
| Peñarol     | 2–0 | Montevideo Wanderers | Centenario |

| Peñarol | 2–1 | Sud América | Centenario |

| Campeón Peñarol 1.er título |